# 31.ª Divisão de Infantaria (Alemanha)
A 31ª Divisão de infantaria (em alemão:31. Infanterie-Division) foi uma unidade militar da Alemanha, que atuou na Segunda Guerra Mundial. A unidade foi formada em Braunschweig no dia 1 de outubro de 1936. Foi mobilizada como parte da 1ª Onda (em alemão:1. Welle) no mês de agosto de 1939 onde participou da Invasão da Polônia. A divisão foi destruída no mês de julho de 1944, próximo de Minsk, durante as ofensivas de verão do Exército soviético. As partes restantes da divisão foram utilizadas para formar a 31ª Divisão de Granadeiros.
A 31ª Divisão de Granadeiros foi formada com as partes restantes da 31ª Divisão de Infantaria e da 550ª Divisão de Granadeiros. A divisão foi renomeada para 31. Volksgrenadier Division no mês de outubro da 1944.
A 31. Volksgrenadier-Division que foi formada no dia 9 de outubro de 1944, lutou no Bolsão de Courland e foi após evacuada para a Alemanha no mês de janeiro de 1945 onde lutou na área de Berlim até o final da guerra.

## Comandantes
| Comandante                               | Data                                            |
| 31ª Divisão de Infantaria                | 31ª Divisão de Infantaria                       |
| ---------------------------------------- | ----------------------------------------------- |
| Generalleutnant Herbert Fischer          | 1 de outubro de 1936 - 1 de abril de 1937       |
| General der Artillerie Rudolf Kämpfe     | 1 de abril de 1937 - 1 de maio de 1941          |
| Generalleutnant Kurt Kalmukoff           | 22 de maio de 1941 - 13 de agosto de 1941       |
| Generalleutnant Gerhard Berthold         | 15 de agosto de 1941 - 21 de janeiro de 1942    |
| General der Infanterie Friedrich Hoßbach | 21 de janeiro de 1942 - 28 de fevereiro de 1942 |
| Generalleutnant Gerhard Berthold         | 28 de fevereiro de 1942 - 14 de abril de 1942   |
| Generalleutnant Kurt Pflieger            | 16 de abril de 1942 - 1 de abril de 1943        |
| Generalleutnant Hermann Flörke           | 1 de abril de 1943 - 16 de maio de 1943         |
| General der Infanterie Friedrich Hoßbach | 16 de maio de 1943 - 2 de agosto de 1943        |
| Generalleutnant Wilhelm Ochsner          | 2 de agosto de 1943 - junho de 1944             |
| 31ª Divisão de Granadeiros               |                                                 |
| Generalmajor Ernst König                 | ? de junho de 1944 - 1 de julho de 1944         |
| Generalmajor Hans-Joachim von Stolzmann  | 1 de julho de 1944 - ? de setembro de 1944      |
| 31. Volksgrenadier-Division              |                                                 |
| Generalmajor Hans-Joachim von Stolzmann  | ? de outubro de 1944 - 8 de maio de 1945        |

## Oficiais de operações
| Oberstleutnant Hartwig Pohlmann               | 1939 - fevereiro de 1940                  |
| Major Fritz Ulrich                            | fevereiro de 1940 - 14 de março de 1942   |
| Major Josef Selmayr                           | 14 de março de 1942 - 18 de julho de 1943 |
| Oberstleutnant Konrad Freiherr von Wangenheim | julho de 1943 - março de 1944             |
| Major Doda Freiherr zu Inn und Knyphausen     | março de 1944 - agosto de 1944            |
| Major Heinz Hoffmann                          | agosto de 1944 - 1945                     |

## Área de operações
| Polônia                        | setembro de 1939 - maio de 1940    |
| Bélgica & França               | maio de 1940 - junho de 1941       |
| Frente Oriental, setor central | junho de 1941 - setembro de 1944   |
| Frente Ocidental, setor norte  | setembro de 1944 - janeiro de 1945 |
| Norte da Alemanha e Berlim     | janeiro de 1945 - maio de 1945     |

## Ordem de Batalha
1939
Infanterie-Regiment 12
Infanterie-Regiment 17
Infanterie-Regiment 82
Aufklärungs-Abteilung 31
Artillerie-Regiment 31
- I. Abteilung
- II. Abteilung
- III. Abteilung
- I./Artillerie-Regiment 67
Beobachtungs-Abteilung 31 (1)
Pionier-Bataillon 31
Panzerabwehr-Abteilung 31
Nachrichten-Abteilung 31
Feldersatz-Bataillon 31
Versorgungseinheiten 31
1942
Grenadier-Regiment 12
Grenadier-Regiment 17
Grenadier-Regiment 82
Radfahr-Abteilung 31
Artillerie-Regiment 31
- I. Abteilung
- II. Abteilung
- III. Abteilung
- I./Artillerie-Regiment 67
Pionier-Bataillon 31
Panzerjäger-Abteilung 31
Nachrichten-Abteilung 31
Feldersatz-Bataillon 31
Versorgungseinheiten 31
1943 - 1944
Grenadier-Regiment 12
Grenadier-Regiment 17
Grenadier-Regiment 82
Füsilier-Bataillon 31
Artillerie-Regiment 31
- I. Abteilung
- II. Abteilung
- III. Abteilung
- I./Artillerie-Regiment 67
Pionier-Bataillon 31
Panzerjäger-Abteilung 31
Nachrichten-Abteilung 31
Feldersatz-Bataillon 31
Versorgungseinheiten 31

## Condecorações
Durante o seu tempo de atuação, diversos soldados desta unidade foram condecorados com a Cruz de Cavaleiro da Cruz de Ferro e a Cruz Germânica:
| Nome                                                      | Data       | Patente             | Unidade                            |
| --------------------------------------------------------- | ---------- | ------------------- | ---------------------------------- |
| Cruz de Cavaleiro da Cruz de Ferro com Folhas de Carvalho |            |                     |                                    |
| Kalbitz, Helmut [366. EL]                                 | 07.01.1944 | Hauptmann           | Kdr Pi.Btl 31                      |
| König, Ernst [598. EL]                                    | 21.09.1944 | Oberst              | Kdr Gren.Rgt 12                    |
| Cruz de Cavaleiro da Cruz de Ferro                        |            |                     |                                    |
| Berthold, Gerhard                                         | 04.12.1941 | Generalmajor        | Kdr 31. Inf.Div                    |
| Ochsner, Wilhelm-Francis (“Willifrank”)                   | 18.01.1944 | Oberst              | Kdr 31. Inf.Div                    |
| Bruchmann, Gerhard                                        | 06.08.1943 | Unteroffizier       | Gruppenführer i. d. 3./Gren.Rgt 12 |
| König, Ernst                                              | 16.09.1943 | Major               | Führer Gren.Rgt 12                 |
| Preussler, Wilhelm                                        | 09.06.1944 | Oberfeldwebel       | Zugführer i. d. 12./Gren.Rgt 12    |
| Wandersleb, Martin                                        | 31.07.1943 | Hauptmann d.R.      | Chef 10./Gren.Rgt 12               |
| Ahrens, Wilhelm                                           | 04.05.1944 | Hauptmann           | Kdr III.(Jäg)/Gren.Rgt 17          |
| Chowanetz, Otto                                           | 08.08.1943 | Feldwebel           | Zugführer i. d. 1./Gren.Rgt 17     |
| Stolzmann von, Joachim                                    | 29.09.1940 | Oberstleutnant      | Kdr III.(Jäg)/Inf.Rgt 17           |
| Busse, Wilhelm                                            | 12.03.1944 | Major               | Führer Gren.Rgt 82                 |
| Hoßbach, Friedrich                                        | 07.10.1940 | Oberst              | Kdr Inf.Rgt 82                     |
| Kirschenmann, Wilhelm                                     | 12.03.1943 | Unteroffizier       | Gruppenführer i. d. 7./Gren.Rgt 82 |
| Lasse, Wilhelm                                            | 12.03.1944 | Unteroffizier       | Gruppenführer i. d. 5./Gren.Rgt 82 |
| Lemke, Gerhard                                            | 28.04.1943 | Feldwebel           | KpTruppführer 7./Gren.Rgt 82       |
| Lodtka, Heinrich                                          | 27.09.1943 | Oberfeldwebel       | Zugführer i. d. 8.(MG)/Gren.Rgt 82 |
| Möhring, Kurt                                             | 18.07.1943 | Oberst              | Kdr Gren.Rgt 82                    |
| Schwede, Hugo                                             | 05.01.1944 | Leutnant d.R.       | Führer Nachr.Zg/Gren.Rgt 82        |
| Sturm, Simon                                              | 30.04.1943 | Feldwebel           | Zugführer i. d. 6./Gren.Rgt 82     |
| Wallowitz, Walther                                        | 14.11.1943 | Leutnant            | Führer 5./Gren.Rgt 82              |
| Wolfram, Eberhard                                         | 13.11.1942 | Hauptmann           | Chef 4./Inf.Rgt 82                 |
| Ahrens, Albert                                            | 25.07.1943 | Oberfeldwebel       | Zugführer i. d. 3./Pz.Jäg.Abt 31   |
| Scheuermann, Harald                                       | 04.05.1944 | Oberleutnant d.R.   | Führer 2./Div.Füs.Btl (AA) 31      |
| Deventer, Hugo                                            | 30.07.1943 | Unteroffizier       | Gruppenführer i. d. 3./Pi.Btl 31   |
| Cruz Germânica em Ouro                                    |            |                     |                                    |
| Ahrens, Willi                                             | 14.04.1942 | Oberleutnant        | 9./Inf.Rgt. 17                     |
| Ambrosius, Dr. Lothar                                     | 25.03.1942 | Major               | II./Inf.Rgt. 12                    |
| Angermann, Karl                                           | 28.02.1942 | Leutnant d.R.       | Stab III./Inf.Rgt. 82              |
| Auffenberg, Otto                                          | 15.09.1943 | Hauptmann           | 3./Art.Rgt. 31                     |
| Backhaus, Heinrich                                        | 01.06.1942 | Oberfeldwebel       | 2./Pi.Btl. 31                      |
| Bardeleben, Hermann                                       | 16.10.1942 | Oberfeldwebel       | 13./Inf.Rgt. 82                    |
| Bennecke, Louis-Ferdinand                                 | 21.02.1942 | Oberleutnant        | III./Inf.Rgt. 12                   |
| Berg, Martin                                              | 21.02.1942 | Major               | II./Inf.Rgt. 82                    |
| Bessel, Heinz                                             | 14.09.1943 | Oberleutnant        | 2./Gren.Rgt. 82                    |
| Biernoth, Hermann                                         | 02.05.1944 | Oberfeldwebel       | 2./Pi.Btl. 31                      |
| Bindig, Arthur                                            | 21.02.1942 | Oberfeldwebel       | 13./Inf.Rgt. 12                    |
| Blottnitz von, Wilhelm                                    | 28.04.1944 | Rittmeister         | Div.Füs.Btl. (AA) 31               |
| Bossmann, Peter                                           | 07.04.1944 | Feldwebel           | 1./Gren.Rgt. 82                    |
| Brandes, Gustav                                           | 10.06.1943 | Oberfeldwebel       | 3./Pz.Jäg.Abt. 31                  |
| Brehme, Kurt                                              | 21.02.1942 | Oberfeldwebel       | 2./Inf.Rgt. 12                     |
| Brinkmann, Erich                                          | 29.01.1942 | Rittmeister         | Aufkl.Abt. 31                      |
| Brockdorff-Ahlefeldt Graf von, Ernst-Albrecht             | 29.01.1942 | Rittmeister         | 2./Aufkl.Abt. 31                   |
| Bürger, Karl                                              | 03.08.1943 | Hauptmann           | Gren.Rgt. 17                       |
| Bunke, Erich                                              | 26.09.1942 | Oberleutnant d.B.   | 3./Pz.Jäg.Abt. 31                  |
| Busse, Wilhelm                                            | 18.03.1943 | Hauptmann           | Stab II./Gren.Rgt. 82              |
| Cleves, Otto                                              | 19.01.1942 | Hauptfeldwebel      | 11.(Jäg.)/Inf.Rgt. 17              |
| Conrad, Alwin                                             | 19.08.1943 | Hauptmann           | III./Art.Rgt. 31                   |
| Dunemann, Hermann                                         | 04.07.1943 | Oberfeldwebel       | 4./Gren.Rgt. 82                    |
| Flörke, Hermann                                           | 23.10.1942 | Oberst              | Inf.Rgt. 12                        |
| Frauböse, Hermann                                         | 18.05.1942 | Oberfeldwebel       | 4./Inf.Rgt. 82                     |
| Gerhard, Georg                                            | 26.09.1943 | Feldwebel           | 10.(Jäg.)/Gren.Rgt. 17             |
| Gröbke, Alfred                                            | 07.10.1943 | Feldwebel           | 1./Gren.Rgt. 17                    |
| Haeuseler, Helmut                                         | 13.10.1942 | Hauptmann           | I./Inf.Rgt. 12                     |
| Hassenstein, Erich                                        | 29.01.1942 | Oberst              | Inf.Rgt. 12                        |
| Heerdt, Heinz-Hermann                                     | 05.05.1942 | Hauptmann           | 13./Inf.Rgt. 17                    |
| Hellige, Gerhard                                          | 14.09.1943 | Oberleutnant        | 7./Gren.Rgt. 82                    |
| Hertel, Heinz                                             | 08.06.1944 | Hauptmann d.R.      | Gren.Rgt. 82                       |
| Hildebrand, Hans-Henning                                  | 21.02.1942 | Oberleutnant        | 7./Inf.Rgt. 82                     |
| Hoelscher, Adalbert                                       | 20.01.1944 | Feldwebel           | 3./Pi.Btl. 31                      |
| Hübner, Hermann                                           | 23.04.1944 | Unteroffizier       | Pi.Zug/Gren.Rgt. 82                |
| Ihlefeldt, Albert                                         | 29.04.1942 | Oberleutnant        | I./Art.Rgt. 67                     |
| Jahn, Karl                                                | 29.01.1942 | Oberwachtmeister    | 2./Aufkl.Abt. 31                   |
| Jöst, Adolf                                               | 13.12.1942 | Oberfeldwebel       | 10./Gren.Rgt. 12                   |
| Jührend, Richard                                          | 19.12.1942 | Stabsfeldwebel      | 11./Gren.Rgt. 12                   |
| Just, Heinz                                               | 23.04.1944 | Hauptmann           | 2./Art.Rgt. 31                     |
| Kahle, Hans-Reinhold                                      | 05.05.1942 | Major               | I./Inf.Rgt. 17                     |
| Kalinka, Fritz                                            | 04.02.1944 | Unteroffizier       | 3./Pi.Btl. 31                      |
| Kandzia, Paul                                             | 26.09.1943 | Oberfeldwebel       | 10./Gren.Rgt. 12                   |
| Kaminski, Heinrich                                        | 02.04.1943 | Oberfeldwebel       | 5./Gren.Rgt. 82                    |
| Keitmann, Julius                                          | 29.01.1942 | Hauptmann           | Stab II./Inf.Rgt. 17               |
| Keppeler, Werner                                          | 13.08.1943 | Oberleutnant        | 9./Gren.Rgt. 17                    |
| Kesehage, Wilhelm                                         | 08.12.1942 | Oberfeldwebel       | 1./Gren.Rgt. 17                    |
| Köhler, Siegfried                                         | 19.01.1942 | Major d.B.          | II./Art.Rgt. 31                    |
| König, Ernst                                              | 07.03.1942 | Hauptmann           | III./Inf.Rgt. 82                   |
| Köther, Suibert                                           | 19.09.1942 | Oberleutnant d.R.   | 3./Inf.Rgt. 82                     |
| Kramer, Günther                                           | 28.04.1944 | Leutnant            | 11./Gren.Rgt. 12                   |
| Kreitz, Karl                                              | 07.04.1944 | Feldwebel           | Stabs.Kp./Gren.Rgt. 82             |
| Krieger, Werner                                           | 08.10.1943 | Hauptmann           | I./Gren.Rgt. 17                    |
| Kullig, Walter                                            | 21.02.1942 | Oberfeldwebel       | 9./Inf.Rgt. 12                     |
| Linderkamp, Heinrich                                      | 19.01.1942 | Oberleutnant        | 7./Inf.Rgt. 17                     |
| Lorenz, Josef                                             | 15.06.1944 | Leutnant d.R.       | 12./Gren.Rgt. 17                   |
| Mainzer, Hans                                             | 23.05.1944 | Feldwebel           | Inf.Pi.Zug/Gren.Rgt. 82            |
| Markworth, Walter                                         | 29.01.1943 | Oberfeldwebel       | 14./Gren.Rgt. 12                   |
| Melmer, Günther                                           | 22.11.1943 | Oberleutnant        | III./Art.Rgt. 31                   |
| Müller, Wolfgang                                          | 03.08.1943 | Oberst              | Gren.Rgt. 17                       |
| Neuert, Hans                                              | 14.04.1943 | Unteroffizier       | 2./Gren.Rgt. 17                    |
| Nordmann, Walter                                          | 08.06.1942 | Oberwachtmeister    | 4./Art.Rgt. 31                     |
| Oehlmann, Harro                                           | 26.09.1942 | Leutnant            | Inf.Rgt. 12                        |
| Paul, Reinhard                                            | 09.07.1942 | Oberst              | Art.Rgt. 31                        |
| Pauls, Friedrich                                          | 14.04.1942 | Oberfeldwebel       | 13./Inf.Rgt. 17                    |
| Petersen, Johann                                          | 22.09.1943 | Major               | Aufkl.Abt. 31                      |
| Piékarski, Felix                                          | 25.03.1942 | Oberleutnant        | 1./Inf.Rgt. 17                     |
| Pilzhof, Friedrich                                        | 29.10.1943 | Oberfeldwebel       | 3./Gren.Rgt. 17                    |
| Pipkorn, Dr. Udo                                          | 11.06.1942 | Oberarzt            | Stab III./Inf.Rgt. 17              |
| Pflieger, Kurt                                            | 28.11.1942 | Generalleutnant     | Kdr. 31. Inf.Div.                  |
| Plaisant, Erich                                           | 02.05.1944 | Oberjäger           | 9./Gren.Rgt. 17                    |
| Pohl, Helmut                                              | 11.04.1944 | Hauptmann           | Pz.Jäg.Abt. 31                     |
| Prahl, Heinz-Günther                                      | 28.02.1942 | Oberleutnant        | 3.(mot)/Pi.Btl. 31                 |
| Pretschner, Rudolf                                        | 04.07.1943 | Leutnant d.R.       | 13./Gren.Rgt. 82                   |
| Pupka von, Walter                                         | 21.02.1942 | Feldwebel           | 6./Inf.Rgt. 12                     |
| Puritz, Gustav                                            | 30.05.1942 | Hauptmann           | I./Art.Rgt. 31                     |
| Rehenberg, Bernhard                                       | 12.10.1943 | Leutnant            | I./Gren.Rgt. 17                    |
| Reichert, Franz                                           | 01.06.1944 | Oberfeldwebel       | 10./Gren.Rgt. 12                   |
| Reiff, Walter                                             | 26.09.1942 | Leutnant            | 13./Inf.Rgt. 12                    |
| Richter, Ferdinand                                        | 02.05.1944 | Obergefreiter       | 3./Gren.Rgt. 12                    |
| Ritscher, Hartmut                                         | 24.08.1943 | Oberleutnant d.R.   | 1./Art.Rgt. 67                     |
| Röttger, Hans                                             | 08.12.1942 | Oberjäger           | 10./Gren.Rgt. 17                   |
| Rünz, Engelbert                                           | 21.02.1942 | Oberfeldwebel       | Stabs.Kp./Inf.Rgt. 12              |
| Saalmann, Richard                                         | 03.08.1943 | Feldwebel           | 9.(Jäg.)/Gren.Rgt. 17              |
| Sandvoß, Günther                                          | 10.06.1943 | Oberjäger           | 10./Gren.Rgt. 17                   |
| Sandvoß, Herbert                                          | 19.01.1942 | Oberfeldwebel       | 11.(Jäg.)/Inf.Rgt. 17              |
| Sattler, Karl                                             | 23.04.1944 | Stabsarzt           | Gren.Rgt. 82                       |
| Schafmayr, Hermann                                        | 16.10.1942 | Hauptmann           | III./Art.Rgt. 31                   |
| Schalles, Karl                                            | 17.07.1943 | Oberfeldwebel       | 8./Gren.Rgt. 82                    |
| Schmidle, Karl                                            | 24.04.1943 | Oberfeldwebel       | 7./Gren.Rgt. 82                    |
| Scholz, Erich                                             | 08.10.1943 | Hauptmann           | Stab III.(Jäg.)/Gren.Rgt. 17       |
| Schrader, Ewald                                           | 03.11.1943 | Unteroffizier       | 1./Gren.Rgt. 12                    |
| Schröpfer, Gerhard                                        | 05.03.1944 | Unteroffizier       | 1./Gren.Rgt. 82                    |
| Schulz, Siegfried                                         | 30.08.1944 | Oberleutnant d.R.   | 1./Gren.Rgt. 82                    |
| Selmayr, Josef                                            | 28.07.1943 | Oberstleutnant i.G. | Ia 31. Inf.Div.                    |
| Skuras, Robert                                            | 01.12.1943 | Feldwebel           | 8./Gren.Rgt. 82                    |
| Slawinski, Franz                                          | 07.10.1943 | Oberfeldwebel       | 13./Gren.Rgt. 17                   |
| Spiess, Walter                                            | 24.04.1943 | Feldwebel           | 5./Gren.Rgt. 82                    |
| Stachel, Helmut                                           | 17.11.1943 | Hauptmann d.R.      | 11./Gren.Rgt. 12                   |
| Stanke, Günter                                            | 24.07.1943 | Hauptmann d.R.      | 4./Gren.Rgt. 82                    |
| Stegen, Ernst                                             | 03.08.1943 | Leutnant            | 9.(Jäg.)/Gren.Rgt. 17              |
| Stolzmann von, Joachim                                    | 28.02.1942 | Oberstleutnant      | Inf.Rgt. 17                        |
| Subklew, Friedrich-Wilhelm                                | 19.01.1942 | Hauptmann           | I./Inf.Rgt. 12                     |
| Töben, Anton                                              | 21.02.1944 | Hauptmann d.R.      | III./Art.Rgt. 31                   |
| Toschke, Peter                                            | 10.02.1944 | Feldwebel           | 8./Gren.Rgt. 82                    |
| Tröster, Werner                                           | 21.02.1942 | Oberfeldwebel       | 8./Inf.Rgt. 82                     |
| Walfort, Paul                                             | 29.10.1943 | Unteroffizier       | 1./Gren.Rgt. 17                    |
| Walter, Adalbert                                          | 15.09.1943 | Hauptmann           | 2./Art.Rgt. 31                     |
| Wangenheim von, Konrad                                    | 23.04.1944 | Oberstleutnant i.G. | Ia 31. Inf.Div.                    |
| Wasmund, Waldemar                                         | 11.04.1942 | Leutnant d.R.       | 10./Inf.Rgt. 17                    |
| Wegelein, Helmuth                                         | 01.06.1944 | Oberstleutnant      | Gren.Rgt. 17                       |
| Weissmann, Heinz                                          | 08.10.1943 | Oberleutnant        | 2./Gren.Rgt. 12                    |
| Wielert, Albert                                           | 18.05.1942 | Feldwebel           | 6./Inf.Rgt. 82                     |
| Witte, Friedrich                                          | 21.10.1943 | Hauptmann           | 4./Art.Rgt. 31                     |
| Wolf, Fritz                                               | 12.10.1943 | Feldwebel           | 1./Gren.Rgt. 17                    |
| Wolfram, Eberhard                                         | 29.01.1942 | Oberleutnant        | 2./Inf.Rgt. 82                     |
| Zander, Gustav                                            | 09.10.1942 | Oberfeldwebel       | 4./Inf.Rgt. 12                     |
| Ziemer, Wilhelm                                           | 20.08.1943 | Rittmeister         | 2./Aufkl.Abt. 31                   |

## Serviço de Guerra
| Data                   | Corpo                     | Exército           | Grupo de Exércitos | Área                 |
| ---------------------- | ------------------------- | ------------------ | ------------------ | -------------------- |
| setembro de 1939       | XVI Corpo de Exército     | 10º Exército       | Süd                | Schlesien, Polônia   |
| dezembro de 1939       | z. Vfg.                   | 6º Exército        | B                  | Niederrhein          |
| janeiro de 1940        | XI Corpo de Exército      | 6º Exército        | B                  | Niederrhein, Bélgica |
| junho de 1940          | II Corpo de Exército      | 4º Exército        | B                  | França, Somme        |
| julho de 1940          | XI Corpo de Exército      | 4º Exército        | B                  | França, Loire        |
| agosto de 1940         | II Corpo de Exército      | 6º Exército        | B                  | França, Normandia    |
| setembro de 1940       | XII Corpo de Exército     | 4º Exército        | B                  | Polônia              |
| janeiro de 1941        | XII Corpo de Exército     | 4º Exército        | B                  | Polônia              |
| maio de 1941           | XXXXIV Corpo de Exército  | 4º Exército        | B                  | Polônia              |
| junho de 1941          | XII Corpo de Exército     | 4º Exército        | Mitte              | Bialystok, Minsk     |
| agosto de 1941         | XII Corpo de Exército     | 2º Exército        | Mitte              | Smolensk             |
| setembro de 1941       | XII Corpo de Exército     | 4º Exército        | Mitte              | Smolensk             |
| outubro de 1941        | LIII Corpo de Exército    | 2º Exército        | Mitte              | Wiasma, Brjansk      |
| 19 de outubro de 1941  | XXXXIII Corpo de Exército | 2º Exército Panzer | Mitte              | Tula, Moskau         |
| 21 de outubro de 1941  | XXXXIII Corpo de Exército | 4º Exército        | Mitte              | Tula, Moskau         |
| 26 de outubro de 1941  | XXXXIII Corpo de Exército | 2º Exército Panzer | Mitte              | Tula, Moskau         |
| 19 de dezembro de 1941 | XXXXIII Corpo de Exército | 4º Exército        | Mitte              | Tula, Moskau         |
| 1 de janeiro de 1942   | XXXXIII Corpo de Exército | 4º Exército        | Mitte              | Juchnow              |
| 2 de agosto de 1942    | XXVII Corpo de Exército   | 4º Exército        | Mitte              | Juchnow              |
| 8 de agosto de 1942    | XXXXIII Corpo de Exército | 4º Exército        | Mitte              | Juchnow              |
| 13 de agosto de 1942   | XII Corpo de Exército     | 4º Exército        | Mitte              | Juchnow              |
| 14 de agosto de 1942   | z. Vfg.                   | 3º Exército Panzer | Mitte              | Wiasma               |
| setembro de 1942       | XX Corpo de Exército      | 3º Exército Panzer | Mitte              | Wiasma               |
| 1 de janeiro de 1943   | XX Corpo de Exército      | 3º Exército Panzer | Mitte              | Wiasma               |
| fevereiro de 1943      | XII Corpo de Exército     | 4º Exército        | Mitte              | Juchnow              |
| abril de 1943          | LVI Corpo de Exército     | 4º Exército        | Mitte              | Juchnow              |
| julho de 1943          | XXXXVI Corpo de Exército  | 9º Exército        | Mitte              | Orel                 |
| setembro de 1943       | LVI Corpo de Exército     | 2º Exército        | Mitte              | Desna                |
| outubro de 1943        | XX Corpo de Exército      | 2º Exército        | Mitte              | Gomel                |
| dezembro de 1943       | XXXV Corpo de Exército    | 9º Exército        | Mitte              | Bobruisk             |
| janeiro de 1944        | LV Corpo de Exército      | 9º Exército        | Mitte              | Bobruisk             |
| março de 1944          | XII Corpo de Exército     | 4º Exército        | Mitte              | Mogilew              |
| junho de 1944          | XXXIX Corpo de Exército   | 4º Exército        | Mitte              | Mogilew              |
| julho de 1944          |                           |                    |                    |                      |